# Satoshi Nakayama
Satoshi Nakayama (født 7. november 1981) er en japansk tidligere professionel fodboldspiller.
Han har spillet for flere forskellige klubber i sin karriere, herunder Gamba Osaka, Nagoya Grampus Eight, Roasso Kumamoto, Mito HollyHock, V-Varen Nagasaki og FC Ryukyu.